# Cincinnati Masters 2007

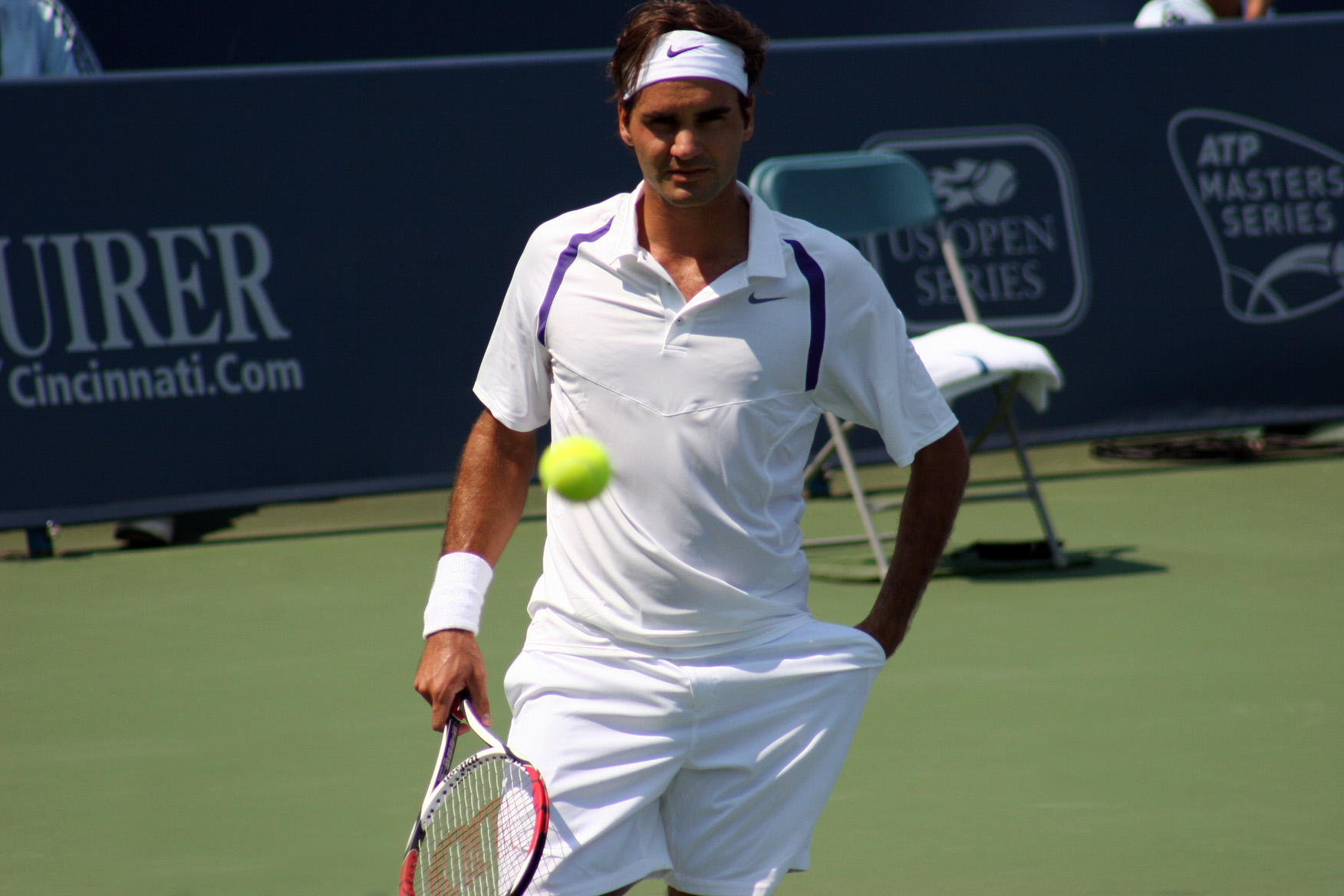
Roger Federer vincitore del torneo maschile

Il Cincinnati Masters 2007 (conosciuto anche come Western & Southern Financial Group Masters e Western & Southern Financial Group Women's Open per motivi di sponsorizzazione) è stato un torneo di tennis giocato sul cemento. È stata la 106ª edizione del Cincinnati Masters, che fa parte della categoria ATP Masters Series nell'ambito dell'ATP Tour 2007, e della categoria Tier III nell'ambito del WTA Tour 2007.  Sia il torneo maschile che quello femminile si sono giocati al Lindner Family Tennis Center di Mason, vicino a Cincinnati in Ohio negli USA, Il torneo maschile si è giocato dall'11 al 19 agosto 2007, quello femminile dal 14 al 22 luglio 2007.

## Campioni

### Singolare maschile
Roger Federer ha battuto in finale  James Blake con il punteggio di 6–1, 6–4.

### Singolare femminile
Anna Čakvetadze ha battuto in finale  Akiko Morigami con il punteggio di 6–1, 6–3.

### Doppio maschile
Jonathan Erlich /  Andy Ram hanno battuto in finale  Bob Bryan /  Mike Bryan con il punteggio di 4–6, 6–3, 13–11.

### Doppio femminile
Bethanie Mattek /  Sania Mirza hanno battuto in finale  Alina Židkova /  Tat'jana Puček con il punteggio di 7–6(4), 7–5.